# Список бібліотек України
Список інформаційних, культурних, освітніх закладів або структурних підрозділів установ чи організацій, що мають упорядкований фонд документів, доступ до інших джерел інформації та головним завданням яких є забезпечення інформаційних, науково-дослідних, освітніх, культурних та інших потреб користувачів. В Україні майже 40 000 книгозбірень, з них 18 тис. — публічні.

## Національні бібліотеки та загальнодержавного значення
- - Національна бібліотека України імені В. І. Вернадського(Київ)
  - Національна  бібліотека України імені Ярослава Мудрого(Київ)
  - Національна бібліотека України для дітей (Київ)
  - Національна історична бібліотека України (Київ)
  - Національна наукова медична бібліотека України (Київ)
  - Львівська національна наукова бібліотека України імені Василя Стефаника
  - Одеська національна наукова бібліотека
  - Харківська державна наукова бібліотека імені В. Г. Короленка
  - Державна науково-технічна бібліотека України
  - Державна бібліотека України для юнацтва
  - Державна наукова архітектурно-будівельна бібліотека імені В. Г. Заболотного (Київ)
  - Державна науково-педагогічна бібліотека України імені В.О. Сухомлинського
  - Національна наукова сільськогосподарська бібліотека

## Регіональні бібліотеки

### Універсальні
ОУНБ — обласна універсальна наукова бібліотека, ДОУН — державна обласна універсальна наукова бібліотека, РУНБ — республіканська універсальна наукова бібліотека.

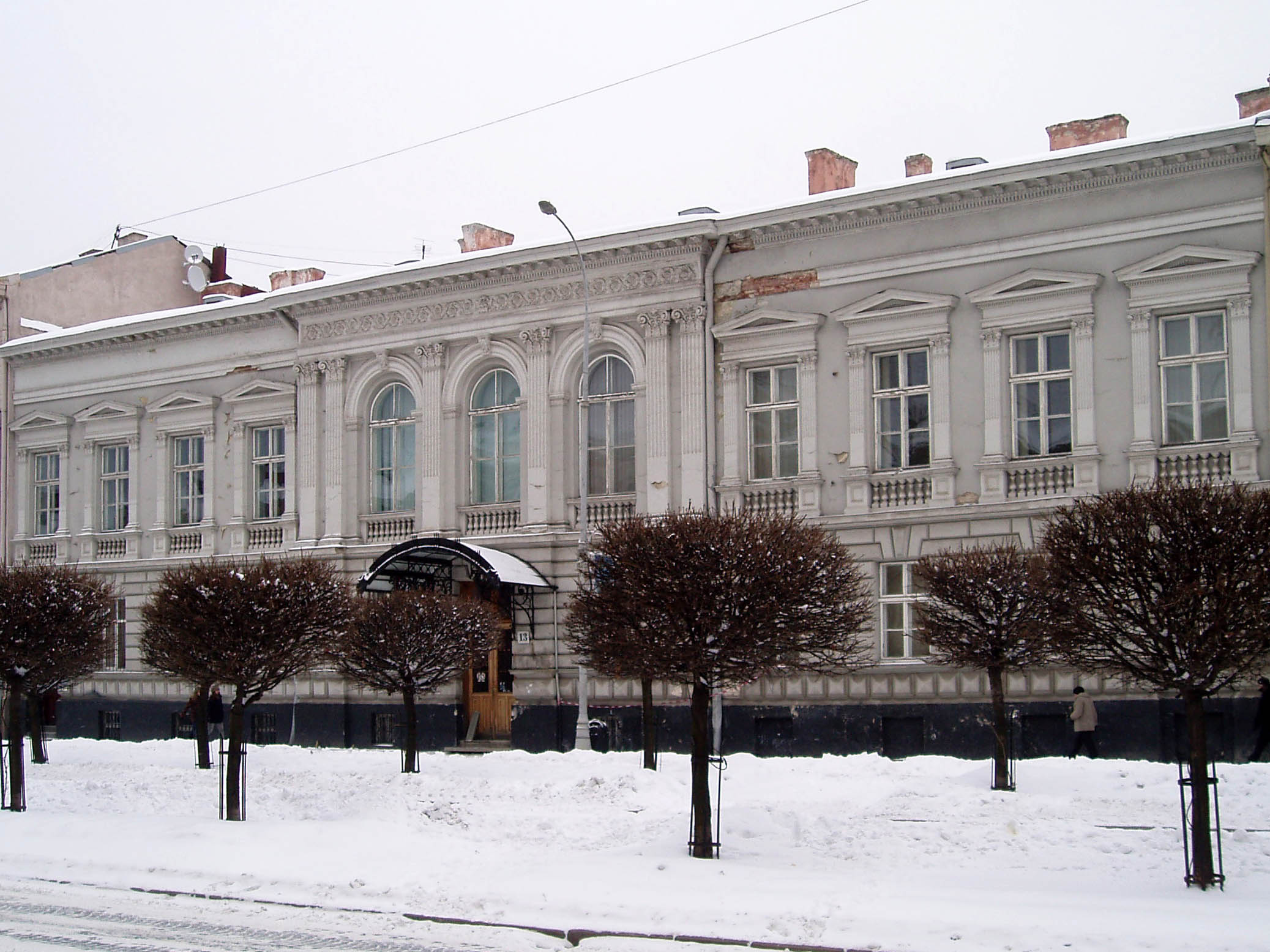
Львівська ОУНБ

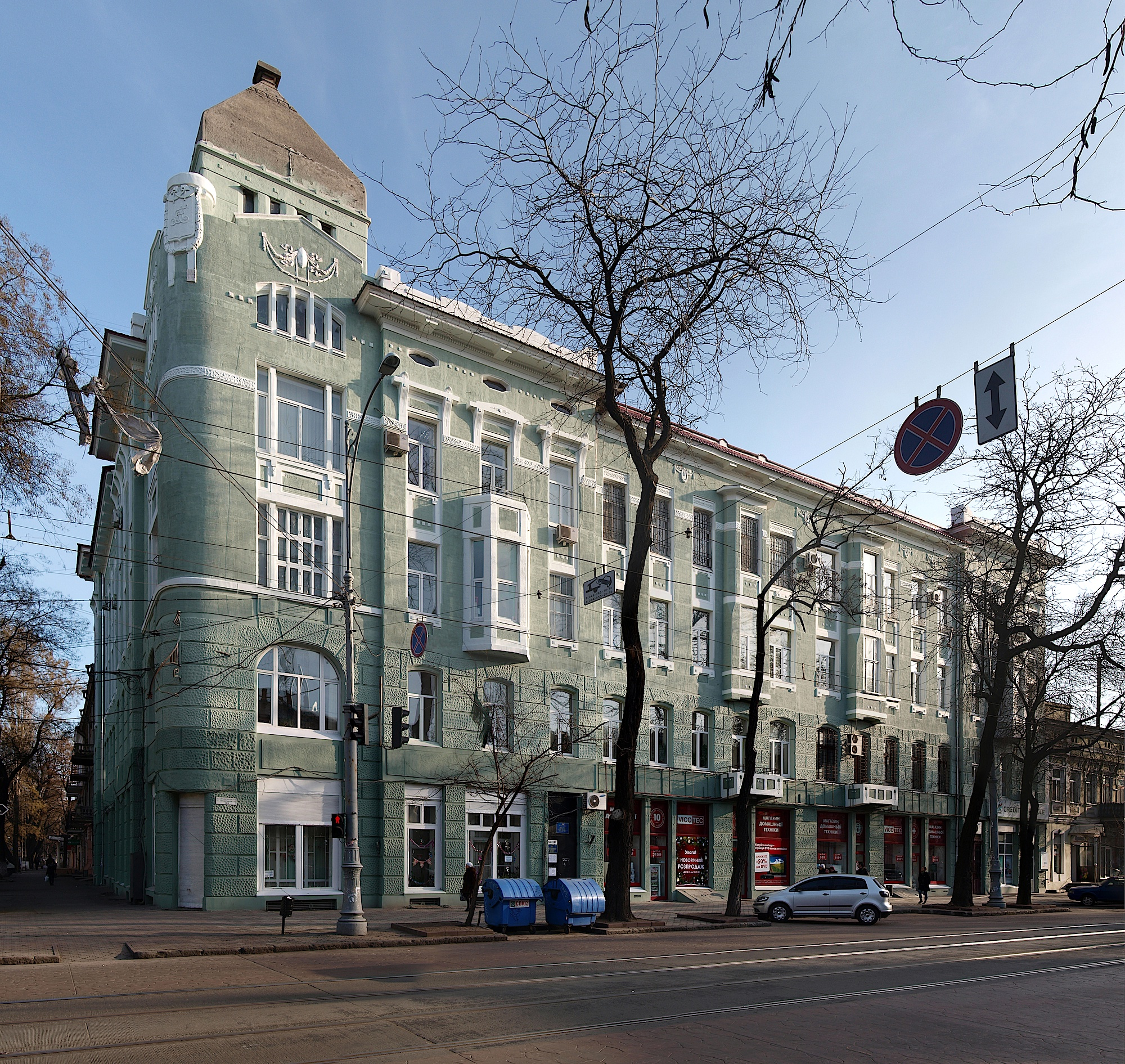
Одеська ОУНБ

Харківська ОУНБ

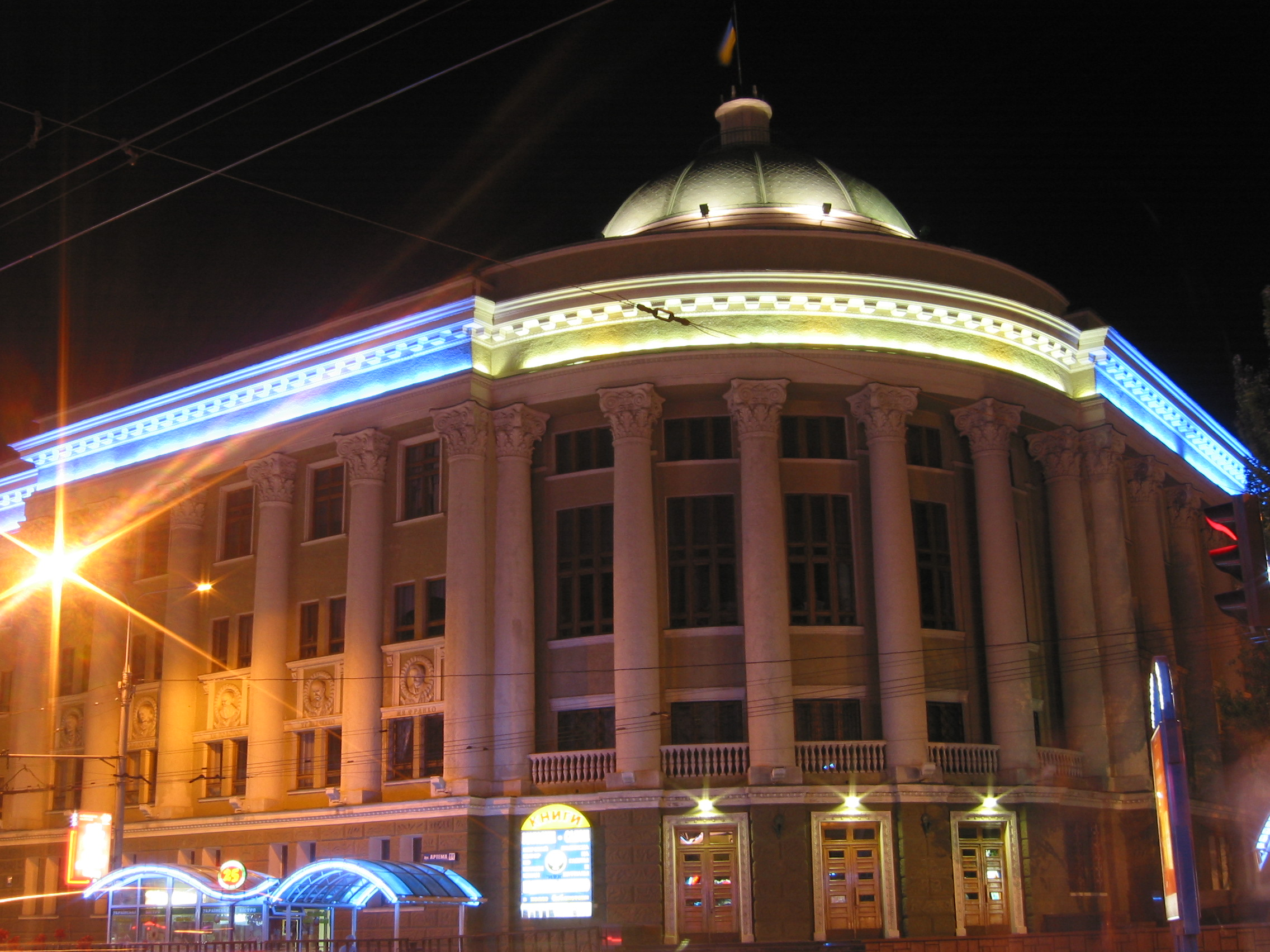
Донецька ОУНБ

- - Вінницька обласна універсальна наукова бібліотека імені Валентина Отамановського
  - Волинська державна обласна універсальна наукова бібліотека імені Олени Пчілки
  - Дніпропетровська обласна універсальна наукова бібліотека імені Первоучителів слов'янських Кирила і Мефодія
  - Донецька обласна універсальна наукова бібліотека імені Н. К. Крупської
  - Житомирська обласна універсальна наукова бібліотека імені Олега Ольжича
  - Закарпатська обласна універсальна наукова бібліотека імені Ф. Потушняка
  - Запорізька обласна універсальна наукова бібліотека
  - Івано-Франківська обласна універсальна наукова бібліотека імені І. Франка
  - Обласна універсальна наукова бібліотека імені Дмитра Чижевського
  - Луганська обласна універсальна наукова бібліотека
  - Львівська обласна універсальна наукова бібліотека
  - Миколаївська обласна універсальна наукова бібліотека
  - Одеська обласна універсальна наукова бібліотека імені М. С. Грушевського
  - Полтавська обласна універсальна наукова бібліотека імені Івана Котляревського
  - Рівненська обласна універсальна наукова бібліотека
  - Сумська обласна універсальна наукова бібліотека
  - Тернопільська обласна універсальна наукова бібліотека
  - Харківська обласна універсальна наукова бібліотека
  - Херсонська обласна універсальна наукова бібліотека імені Олеся Гончара
  - Хмельницька обласна універсальна наукова бібліотека
  - Черкаська обласна універсальна наукова бібліотека імені Т. Г. Шевченка
  - Чернігівська обласна універсальна наукова бібліотека імені Софії та Олександра Русових
  - Чернівецька обласна універсальна наукова бібліотека імені Михайла Івасюка

### Для дітей та юнацтва
- Вінницька обласна бібліотека для дітей та юнацтва ім. Івана Франка
- Волинська обласна бібліотека для дітей
- Волинська обласна бібліотека для юнацтва
- Донецька обласна бібліотека для дітей ім. С. М. Кірова
- Донецька обласна бібліотека для юнацтва
- Дніпропетровська обласна бібліотека для молоді ім.М.Свєтлова
- Житомирська обласна бібліотека для дітей
- Житомирська обласна бібліотека для юнацтва
- Закарпатська обласна бібліотека для дітей та юнацтва
- Запорізька обласна бібліотека для юнацтва
- Івано-Франківська обласна бібліотека для дітей
- Івано-Франківська обласна бібліотека для юнацтва
- Київська обласна бібліотека для дітей
- Київська обласна бібліотека для юнацтва
- Кіровоградська обласна бібліотека для дітей імені А. П. Гайдара
- Кіровоградська обласна бібліотека для юнацтва імені О. М. Бойченка
- Харківська обласна бібліотека для юнацтва
- Чернігівська обласна бібліотека для юнацтва
- Одеська обласна бібліотека для юнацтва
- Кримська республіканська бібліотека для дітей ім. В. Орлова
- Кримська республіканська установа «Юнацька бібліотека»
- Луганська обласна бібліотека для дітей
- Луганська обласна бібліотека для юнацтва
- Львівська обласна бібліотека для дітей
- Львівська обласна бібліотека для юнацтва імені Романа Іваничука
- Миколаївська обласна бібліотека для дітей імені В. О. Лягіна
- Миколаївська обласна бібліотека для юнацтва
- Одеська обласна бібліотека для дітей імені Н. К. Крупської
- Полтавська обласна бібліотека для юнацтва ім. О. Гончара
- Полтавська обласна бібліотека для дітей ім. П.Мирного
- Рівненська обласна бібліотека для дітей
- Рівненська обласна бібліотека для молоді
- Сумська обласна дитяча бібліотека імені М. Островського
- Тернопільська обласна бібліотека для дітей
- Тернопільська обласна бібліотека для молоді
- Харківська обласна бібліотека для дітей
- Херсонська обласна бібліотека для дітей імені Дніпрової Чайки
- Херсонська обласна бібліотека для юнацтва імені Б. А. Лавреньова
- Хмельницька обласна бібліотека для дітей імені Т. Г. Шевченка
- Хмельницька обласна бібліотека для юнацтва
- Центральна бібліотека імені Т. Г. Шевченка для дітей міста Києва
- Центральна бібліотека для дітей м. Миколаєва
- Черкаська обласна бібліотека для юнацтва імені Василя Симоненка
- Черкаська обласна бібліотека для дітей
- Чернігівська обласна бібліотека для дітей

### Спеціалізовані

#### Обласні медичні бібліотеки
- Вінницька обласна науково-медична бібліотека
- Волинська обласна науково-медична бібліотека
- Дніпропетровська обласна науково-медична бібліотека
- Донецька обласна науково-медична бібліотека
- Житомирська обласна наукова медична бібліотека
- Кіровоградська обласна наукова медична бібліотека
- Кримська республіканська установа «Науково-медична бібліотека»
- Луганська обласна наукова медична бібліотека
- Львівська обласна наукова медична бібліотека
- Полтавська обласна наукова медична бібліотека
- Рівненська обласна наукова медична бібліотека
- Сумська обласна наукова медична бібліотека
- Харківська наукова медична бібліотека
- Херсонська обласна наукова медична бібліотека
- Хмельницька обласна наукова медична бібліотека
- Чернігівська обласна наукова медична бібліотека

#### Інші
- Львівська обласна науково-педагогічна бібліотека
- Науково-педагогічна бібліотека міста Миколаєва

## Бібліотеки навчальних закладів

### Університетські
- Бібліотека Острозької академії

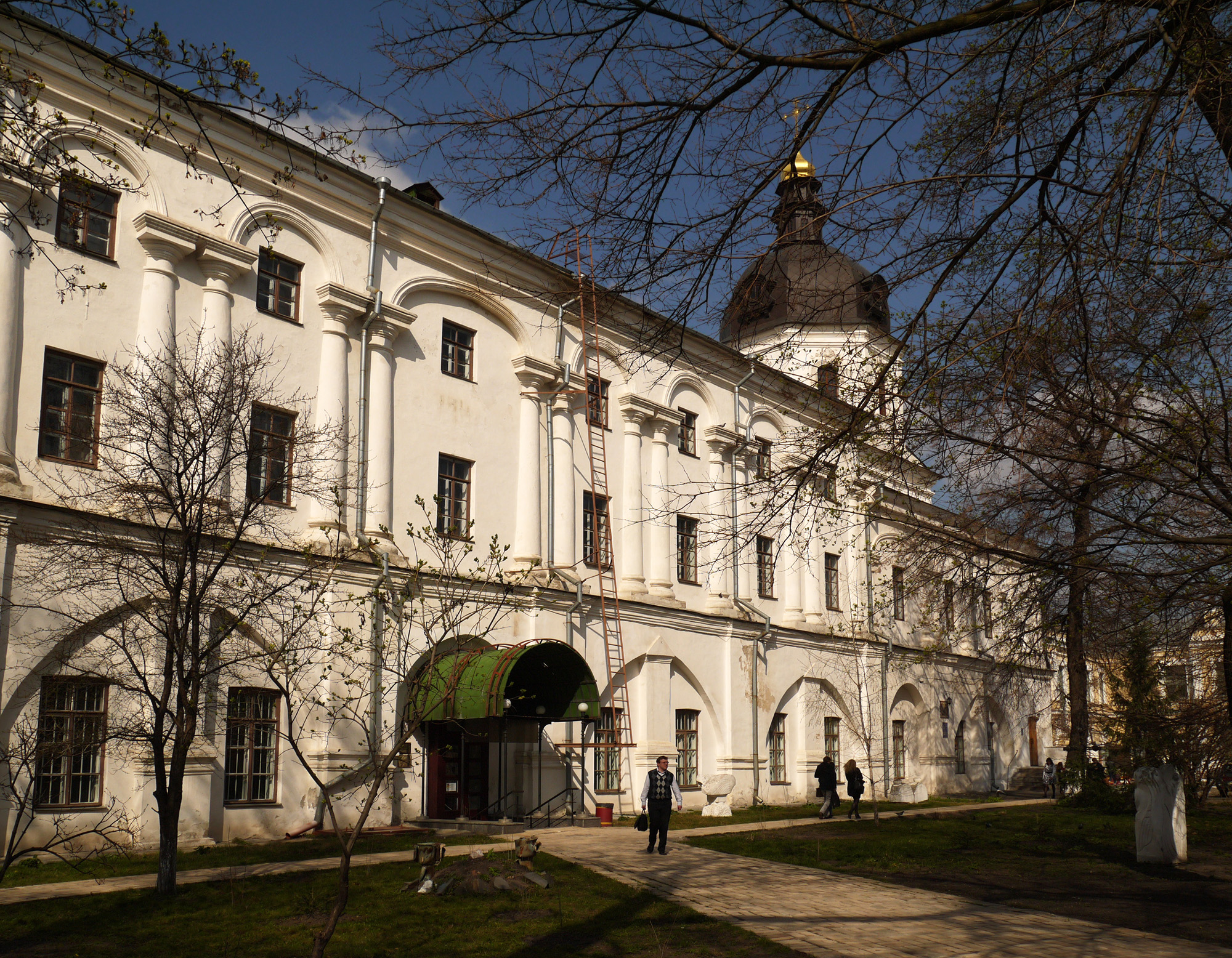
Бібліотека НаУКМА. Староакадемічний корпус

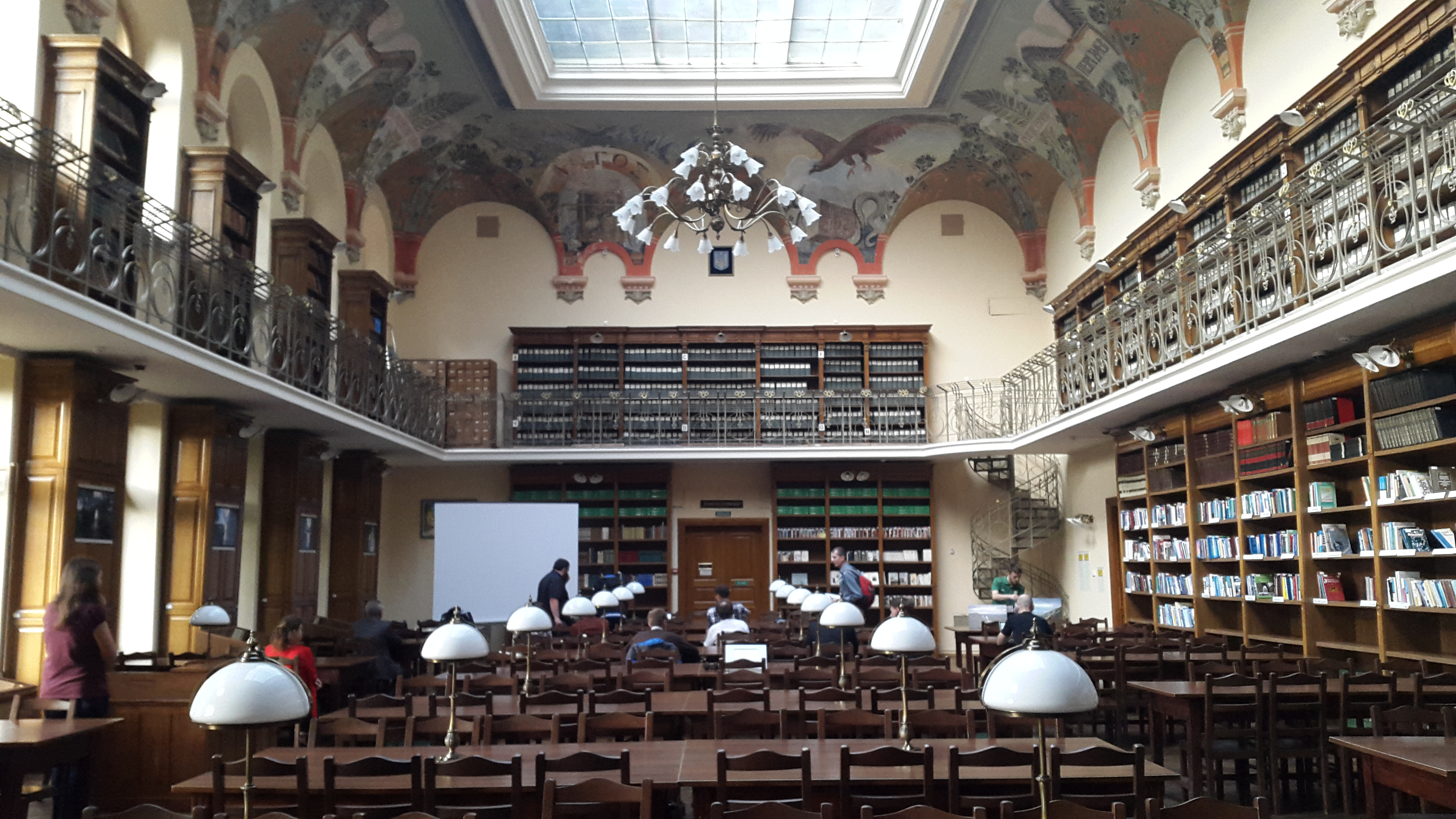
Читальна зала бібліотеки Львівського університету

- Бібліотека Київського університету
- Бібліотека Києво-Могилянської академії
- Бібліотека Донецького університету
- Бібліотека Кременчуцького національного університету ім. Михайла Остроградського
- Бібліотека Львівського університету
- Бібліотека Львівської політехніки
- Бібліотека Одеського університету
- Бібліотека Харківського університету
- Бібліотека Ужгородського університету
- Бібліотека Чернівецького університету
- Бібліотека Центральноукраїнського педагогічного університету
- Наукова бібліотека НЮУ ім. Ярослава Мудрого
- Бібліотека ТНТУ імені Івана Пулюя
- Науково-технічна бібліотека ім. Г. І. Денисенка НТУУ «КПІ»
- Бібліотечно-інформаційний центр Сумського державного університету
- Наукова бібліотека Дніпровського Національного університету імені Олеся Гончара
- Наукова бібліотека Львівського національного медичного університету імені Данила Галицького
- Наукова бібліотека Східноукраїнського національного університету імені Володимира Даля
- Наукова бібліотека Таврійського державного агротехнологічного університету
- Наукова бібліотека Національного університету "Чернігівський колегіум" імені Т.Г.Шевченка
- Бібліотека імені Л. Каніщенка Західноукраїнського національного університету

### Бібліотеки академій
- Бібліотека Української медичної стоматологічної академії
- Бібліотека Харківської державної академії культури

## Бібліотеки установ Академії наук
- Науково-технічна бібліотека Головної астрономічної обсерваторії НАН України

## Міські та районні
Вінницька область
- Іллінецька центральна бібліотека
- Козятинська центральна районна бібліотека
- Тульчинська центральна районна бібліотека
- Хмільницька районна бібліотека для дорослих

Волинська область
- Любешівська центральна районна бібліотека

Донецька область
- Маріупольська бібліотека Горбачова
- Маріупольська міська історична бібліотека імені Михайла Грушевського
- Центральна міська бібліотека імені В.Г. Короленка (Маріуполь)

Дніпропетровська область
- Центральна міська бібліотека ім. Т. Г. Шевченка (Кам'янське)
- Бібліотека-філіал №2 Дніпровської Централізованої системи публічних бібліотек для дорослих
- Дніпропетровська обласна універсальна наукова бібліотека імені Первоучителів слов'янських Кирила і Мефодія

Житомирська область
- Житомирська обласна універсальна наукова бібліотека імені Олега Ольжича
- Бібліотека Житомирського державного університету імені Івана Франка
- Польська міська бібліотека імені Владислава Реймонта

Закарпатська область
Запорізька область
- Бібліотеки Мелітополя

Івано-Франківська область
- Рожнятівська центральна районна бібліотека

Кіровоградська область
- Михайлівська бібліотека - філія (Олександрійський район, Кіровоградська область)

Київська область
- Славутицька централізована бібліотечна система

Київ
- Публічні бібліотеки Києва (список)

Луганська область
- Докладніше: Бібліотеки Луганської області
- Центральна районна бібліотека Біловодського району
- Старобільська центральна районна бібліотека
- Старобільська дитячо-юнацька бібліотека
- Лисичанська міська бібліотека
- Сєвєродонецька міська публічна бібліотека

Львівська область
- Бібліотеки Львова (список)

Миколаївська область
- Вознесенська центральна районна бібліотека ім. Т.Г. Шевченка
- Первомайська районна бібліотека
- Зведений електронний каталог бібліотек м. Миколаєва

Одеська область
- Великомихайлівська районна дитяча бібліотека
- Публічна бібліотека Великомихайлівської селищної ради
- Кодимська центральна районна бібліотека
- Цебриківська бібліотека для дорослих

 Полтавська область 
- Хорольська центральна районна бібліотека

 Рівненська область 
- Демидівська центральна районна бібліотека
- Млинівська центральна районна бібліотека
- Рокитнівська центральна районна бібліотека
- Рокитнівська районна бібліотека для дітей
- Сарненська центральна районна бібліотека
- Сарненська районна бібліотека для дітей

 Сумська область
Тернопільська область
- Бібліотеки Тернополя (список)

Харківська область 
- Бібліотеки Харкова (список)
- Барвінківська центральна районна бібліотека
- Балаклійська центральна районна бібліотека
- Зміївська центральна бібліотека

 Херсонська область 
- Бібліотека-філія №3 Херсонської ЦБС
- Херсонська громадська бібліотека
- Центральна міська бібліотека ім. Лесі Українки м. Херсона

 Хмельницька область 
- Городоцька центральна районна бібліотека
- Деражнянська центральна районна бібліотека
- Дунаєвецька районна бібліотека
- Ізяславська центральна районна бібліотека
- Кам'янець-Подільська міська центральна бібліотека
- Кам'янець-Подільська центральна районна бібліотека
- Красилівська центральна районна бібліотека
- Полонська бібліотека
- Славутська центральна районна бібліотека
- Старокостянтинівська центральна районна бібліотека

 Черкаська область 
- Літературна Канівщина (музей)

 Чернівецька область
- Бібліотека Чернівецького училища мистецтв імені Сидора Воробкевича
- Муніципальна бібліотека імені Анатолія Добрянського

 Чернігівська область 
- Бібліотека імені академіка М. О. Лавровського
- Борзнянська районна центральна бібліотека
- Корюківська централізована бібліотечна система
- Корюківська центральна районна бібліотека
- Куликівська центральна районна бібліотека
- Новгород-Сіверська центральна районна бібліотека

## Бібліотеки органів державної влади
- Бібліотека Верховної Ради України

## Галузеві
- Центральна державна науково-технічна бібліотека гірничо-металургійного комплексу України